# ボイスパーカッション
ボイスパーカッションとは、打楽器の奏でる音色を、そっくりそのまま口で表現する技術である。
日本ではボイスパーカッションと呼ばれているが、英語ではVocal Percussion（ボーカルパーカッション）と呼ぶことが一般的である。その他の呼び方としてはMouth Drums（マウスドラムス）がある。
より発展的な技術として、1980年代にヒップホップ音楽から発祥したヒューマンビートボックスが知られている。

## 概要
音源として残っているものでは、『Do it A cappella』に出演しているTrue Imageというグループの「ボイスパーカッショニスト」が一番古い。それ以前にもボイスパーカッション自体は存在していたが、パートとしてではなく間奏などで用いられるだけであった。

日本ではアカペラグループRAG FAIRのヒットから一躍有名になり、「ボイパ」として広まった。
日本のボイスパーカッションには大きく分けると2つの流派があるとされる。RAG FAIR奥村が演奏している「関東流」、RAG FAIRの出現と同時期にTVに出演していたPOCHIのけんぞーが演奏している「関西流」の2つである（奥村は東日本で活躍していたが出身は大阪府）。しかし、ボイスパーカッショニストの間ではハモネプの中で生まれた「関東流」「関西流」の分類の仕方に疑問をもつ者も多い。アカペラサイト等では、発音の仕方から「関東流」を「有声」、「関西流」を「無声」とする方法が一般的とも言える。
「ボイスパーカッション（Voice Percussion）」は直訳すると「声の打楽器」である。以前はその名の通り、一連のドラム音を声や息で表現するアカペラの1パートだったが、最近では電子音からスクラッチ、サンバホイッスルなど、音の多様性を追求するものへと変化し、アカペラとは切り離されたジャンルとしても確立している。これはヒューマンビートボックスとして別ジャンルであることが現在では一般的となり、AFRA、HIKAKIN、Daichiなど様々なヒューマンビートボクサーによって確立されることとなった。
そのため、現在では「ヒューマンビートボックス」と分類されるべきものまで「ボイパ」と呼ばれているがこれは間違いで、ボイパはヒューマンビートボックスの一部であるとすることが正しい。

## 打楽器（パーカッション）
口で演奏されたことのある打楽器音
- ボンゴ
- スネアドラム
- ハイハット
- バスドラム
- タムタム
- シンバル
- コンガ
- クイーカ
- シェイカー
- 琴
- ウッドブロック

## 主なボイスパーカッショニスト
- サミー・デイヴィスJr.
- マイケル・ジャクソン
- 奥村政佳(元RAG FAIR)
- 林芳典(チン☆パラ)→(SMELLMAN)
- 北村嘉一郎
- Voice Percussion KAZZ(Baby Boo)→(Permanent Fish)
- Daichi
- 渡邉崇文(INSPi)
- TAKUYA∞
- 酒井雄二(ゴスペラーズ)
- AFRA
- Jason Tom (ジェーソン・トム)
- マイケル・ウィンスロー
- すらぷるため
- 中丸雄一(KAT-TUN)
- HIKAKIN
- 山下健二郎(三代目J Soul Brothers)
- クリス フロンザック (Attila)
- 三浦翔